# Ariramba-de-bico-amarelo
Bico-d'agulha-de-bico-amarelo ou ariramba-de-bico-amarelo (nome científico: Galbula albirostris) é uma espécie de ave galbuliforme.

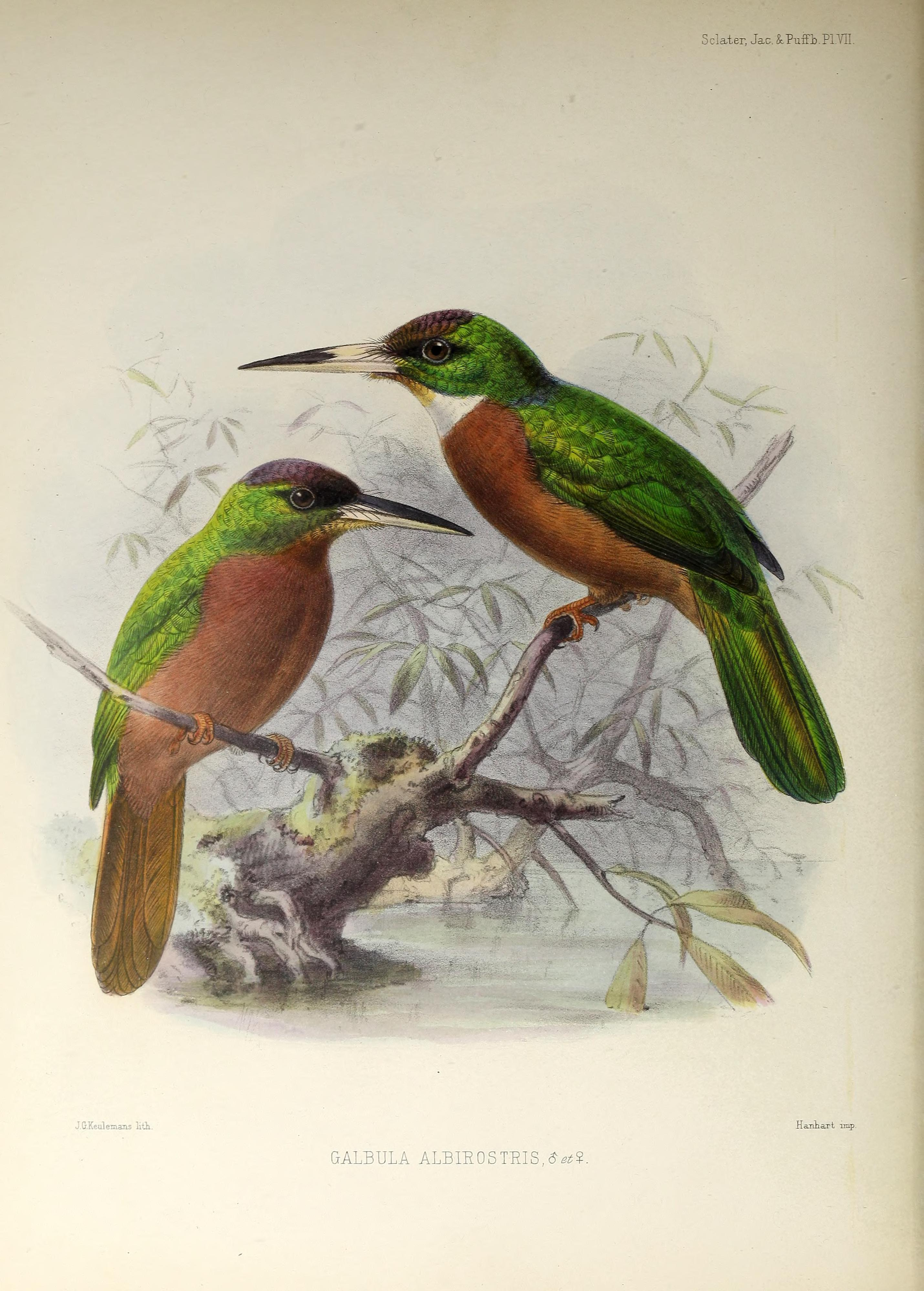
Galbula albirostris, fêmea (esquerda) e macho (direita), ilustração de Keulemans para Sclater A monograph of the jacamars and puff-birds, or families Galbulid and Bucconid, 1882.

Pode ser encontrada no Brasil, Colômbia, Equador, Guiana Francesa, Guiana, Peru, Suriname e Venezuela. É uma ave da Bacia Amazônica; seu alcance abrange apenas o lado norte do rio Amazonas, exceto na saída do rio em uma pequena região do estado do Pará. A cordilheira dos Andes é o limite ocidental da espécie. Os seus habitats naturais são: florestas de terras baixas úmidas tropicais e subtropicais.

## Subespécies
São reconhecidas duas subespécies:
- Galbula albirostris albirostris (Latham, 1790) - ocorre do leste da Colômbia até oeste da Venezuela, nas Guianas e no norte do Brasil.
- Galbula albirostris chalcocephala (Deville, 1849) - ocorre do sudeste da Colômbia até o Equador, nordeste do Peru; oeste do Brasil na região do alto rio Negro.